# Victor Bousquet
Pour les articles homonymes, voir Bousquet.
Victor Bousquet, né le 20 avril 1839 à Saint-Hippolyte-du-Fort (Gard) et mort le 1er janvier 1890, est un homme politique français.

## Biographie
Il est le fils d'Alphonse Bousquet.
- Bâtonnier de l'ordre des avocats de Nîmes (1875-1876)[1]
- Conseiller général du Canton de Lasalle (1870-1876)
- Député du Gard (1876-1889)
- Sous-préfet du Vigan (1870-1871)

## Distinction
- Chevalier de la Légion d'honneur (14 juillet 1899)[2]